# 拉塞爾維爾 (喬治亞州)
拉塞爾維爾（英語：Russellville）是位於美國喬治亞州門羅縣的一個非建制地區。該地的面積和人口皆未知。

## 地理
拉塞爾維爾的座標為32°54′09″N 83°59′29″W / 32.90250°N 83.99139°W，而該地的平均海拔高度為191米（即627英尺）。